# Сылызь
Сылызь — река в России, протекает по Дебёсскому району Удмуртии. Устье реки находится в 442 км по левому берегу Чепцы. Длина реки составляет 13 км, площадь бассейна — 51 км².
Исток реки у нежилой деревни Верхний Сылызь в 13 км к югу от райцентра, села Дебёсы. Генеральное направление течения — север, протекает деревни Сылызь и Малый Зетым. На реке — две плотины с запрудами. Приток — Кычповырка (правый).
Впадает в Чепцу ниже деревни Малый Зетым в 3,5 км к югу от центра села Дебёсы.

## Данные водного реестра
По данным государственного водного реестра России относится к Камскому бассейновому округу, водохозяйственный участок реки — Чепца от истока до устья, речной подбассейн реки Вятка. Речной бассейн реки — Кама.
Код объекта в государственном водном реестре — 10010300112111100032455.